# Magnolia beccarii
Magnolia beccarii este o specie de plante din genul Magnolia, familia Magnoliaceae. A fost descrisă pentru prima dată de Henry Nicholas Ridley, și a primit numele actual de la Ined.. Conform Catalogue of Life specia Magnolia beccarii nu are subspecii cunoscute.